# 張錫榮
張錫榮（1914年1月—1997年10月19日），浙江绍兴人，香港宝生银行创始人。

## 生平
1928年3月进入上海“中华新教育社”小书舖做学徒。1931年9月被《生活》周刊录用。后《生活》周刊改组为“生活书店”。张锡荣虽然只有高小学歷，但受到邹韬奋、胡愈之等熏陶，思想倾向进步。1936年10月张锡荣任“生活书店”出版部主任。1946年1月，正式脱离生活书店，任上海合众营业公司副总经理从事国际进出口贸易。1946年冬被中共华东中央局华东财经委员会派遣赴香港任上海合众公司驻华南代表。1948年12月香港的宝生银号经营维艰、增资改组，张锡荣以个人名义注资40万港元，被推为宝生银号总经理。
1950年4月1日中华人民共和国政务院接收港九中国伪政府机构工作团改为“政务院特派接收港九国民党政府机构专员办事处”（简称专办处），派龚饮冰为专员（未到职），雷任民、张铁生为副专员。1950年6月8日，中国人民银行总行派遣项克方、闵一民、庄世平、张锡荣、孙文敏5人组成“金融工作团”核心小组，在专办处统一部署下，入港进行起义金融机构实际接收工作，贯彻了中央制定的原机构、原人员、原封不动地接管海外机构的精神，争取了各行的主管人员，以“名义保留、实质接管”的方法，整合在港起义机构，调整机构和人事，积极拓展业务，疏通渠道，便利结汇。经过数月艰苦细致的工作，总计接收9行局司资财约5240万港元。宝生银号自此由中国人民银行领导。1953年4月，张锡荣出任“公私合营银行香港联合办事处”主任，管理九家公私合营银行的香港分行，兼任香港中南银行经理、香港民安保险公司董事长。
1954年8月，张锡荣调任中国人民银行总行国外业务局。1961年11月任江苏省中国人民银行常州市分行副行长。1979年2月调中国银行总行综合部副总经理、海外行管理部副总经理。1984年1月离职休养。